# Zelimchan Chadžijev
Zelimchan Ismailovič Chadžijev (* 20. května 1994 Dagestán) je původem čečenský zápasník–volnostylař, který od roku 2009 reprezentuje Francii.

## Sportovní kariéra
Vyrůstal v Dagestánu v čečenské obci Solněčnoje. Jeho rodiče se v průběhu druhé čečenské války rozhodli hledat lepší životní podmínky v západní Evropě. Přes Norsko a další země se dostali v roce 2004 do Francie, která jim poskytla azyl.
Zápasení se věnoval již v rodném Dagestánu a po příchodu do francouzského Nice začal navštěvovat místní zápasnický klub. Připravoval se pod vedením Sébastiena Giaumea a Ali Toumiho. Francouzské občanství obdržel v roce 2009. Vrcholově se připravuje v Paříži ve sportovním středisku INSEP pod vedením Didiera Païse. Ve francouzské mužské volnostylařské reprezentaci se pohybuje od roku 2013 ve váze do 74 kg. V roce 2015 se pátým místem na mistrovství světa v Las Vegas kvalifikoval na olympijské hry v Riu v roce 2016. V Riu prohrál v úvodním kole těsně 4:5 na technické body s Japoncem Sósukem Takatanim, když v závěrečných sekundách ztratil za stavu 4:2 vyhraný zápas chvatem maďar.
V roce 2019 se třetím místem na mistrovství světa v Nur-Sultanu kvalifikoval na olympijské hry v Tokiu v roce 2020.

## Výsledky
| Olympijské hry     |    |    |     | —   |     |    |     | 8.  |     |    |    |  |  |  |  |  |  |  |  |  |  |  |  |  |  |  |  |  |  |
| Mistrovství světa  |    |    |     |     | —   | —  | 5.  |     | úč. | —  | 3. |  |  |  |  |  |  |  |  |  |  |  |  |  |  |  |  |  |  |
| Evropské hry       |    |    |     |     |     |    | 7.  |     |     |    | —  |  |  |  |  |  |  |  |  |  |  |  |  |  |  |  |  |  |  |
| Mistrovství Evropy |    |    |     | —   | —   | —  | 7.  | —   | 5.  | 2. | 2. |  |  |  |  |  |  |  |  |  |  |  |  |  |  |  |  |  |  |
| MS do 24 let       |    |    |     |     |     |    |     |     | úč. |    |    |  |  |  |  |  |  |  |  |  |  |  |  |  |  |  |  |  |  |
| ME do 24 let       |    |    |     |     |     |    | úč. | úč. | 2.  |    |    |  |  |  |  |  |  |  |  |  |  |  |  |  |  |  |  |  |  |
| MS juniorů         | —  | —  | —   | —   | úč. | 1. |     |     |     |    |    |  |  |  |  |  |  |  |  |  |  |  |  |  |  |  |  |  |  |
| ME juniorů         | —  | —  | —   | úč. | 3.  | 7. |     |     |     |    |    |  |  |  |  |  |  |  |  |  |  |  |  |  |  |  |  |  |  |
| MS dorostenců      |    |    | —   |     |     |    |     |     |     |    |    |  |  |  |  |  |  |  |  |  |  |  |  |  |  |  |  |  |  |
| ME dorostenců      | 7. | 3. | úč. |     |     |    |     |     |     |    |    |  |  |  |  |  |  |  |  |  |  |  |  |  |  |  |  |  |  |